# 保罗·斯图尔特-本内特
保罗·斯图尔特-本内特（英語：Paul Stuart-Bennett，1952年—），英国男子赛艇运动员。他曾代表英国参加荷兰阿姆斯特丹举办的1977年世界赛艇锦标赛，获得男子轻量级八人单桨有舵手金牌。